# Shark in the Water
Shark in the Water is een nummer geschreven door de Engelse zangeres VV Brown, in samenwerking met Tommy Tysper en Marcus Sepehrmanesh. Ze bracht het in juli 2009 uit bij Island Records, als derde single van haar debuutalbum. Het kreeg veel airplay op Amerikaanse muziekzenders en had chartsucces in diverse landen. Het nummer gaat over angst en werd geïnspireerd op Browns ervaring met een ontrouw ex-vriendje.
De Nederlandse zangeres Rachel Kramer bracht het nummer in juni 2010 uit als tweede single van haar album.